# Tombali (région)
Tombalí est une région du sud de la Guinée-Bissau dont le chef-lieu est Catió.

## Géographie
La région est bordée au sud par la Guinée et à l'ouest par l'océan Atlantique.

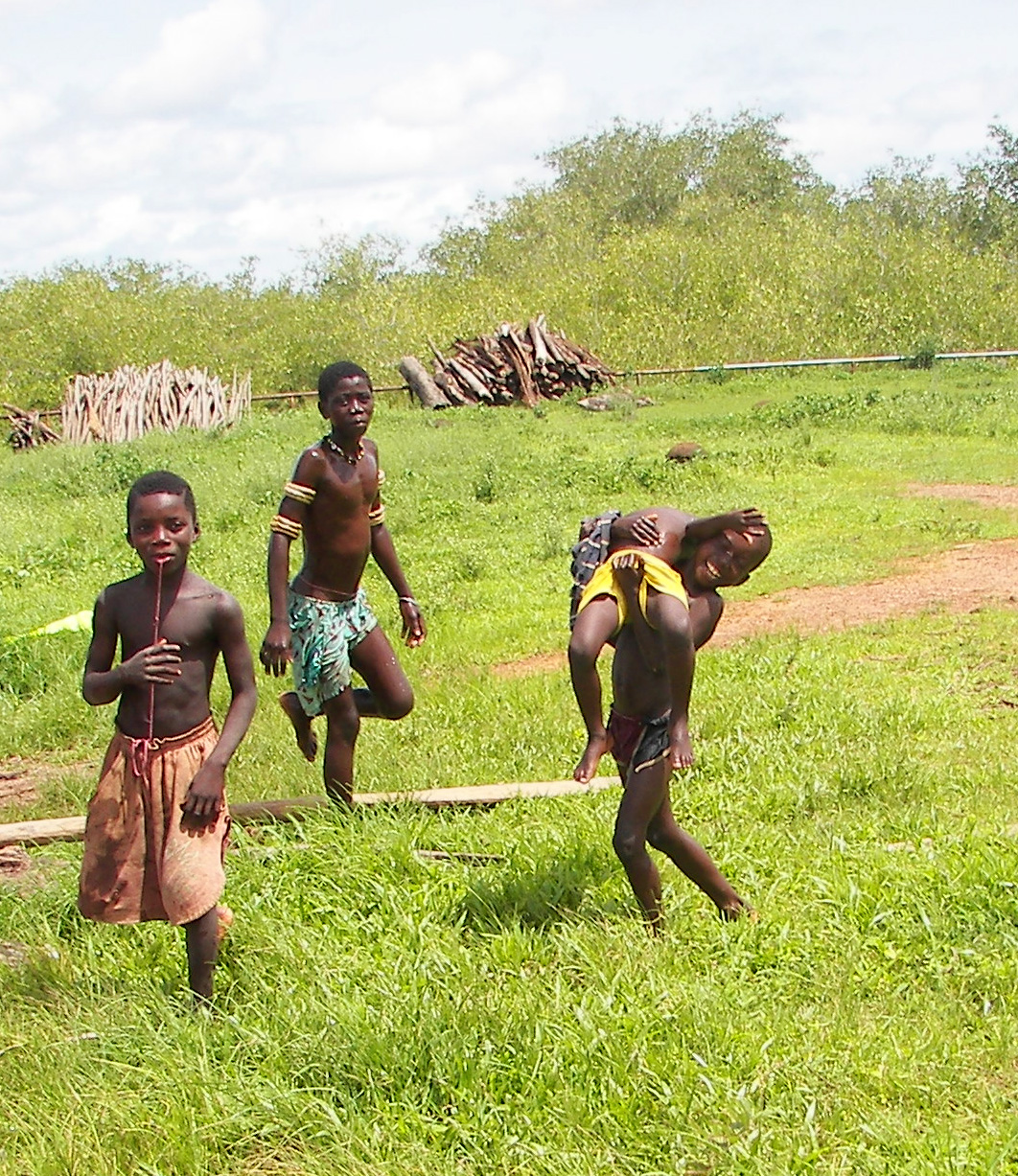
Garçons de Catio

## Secteurs

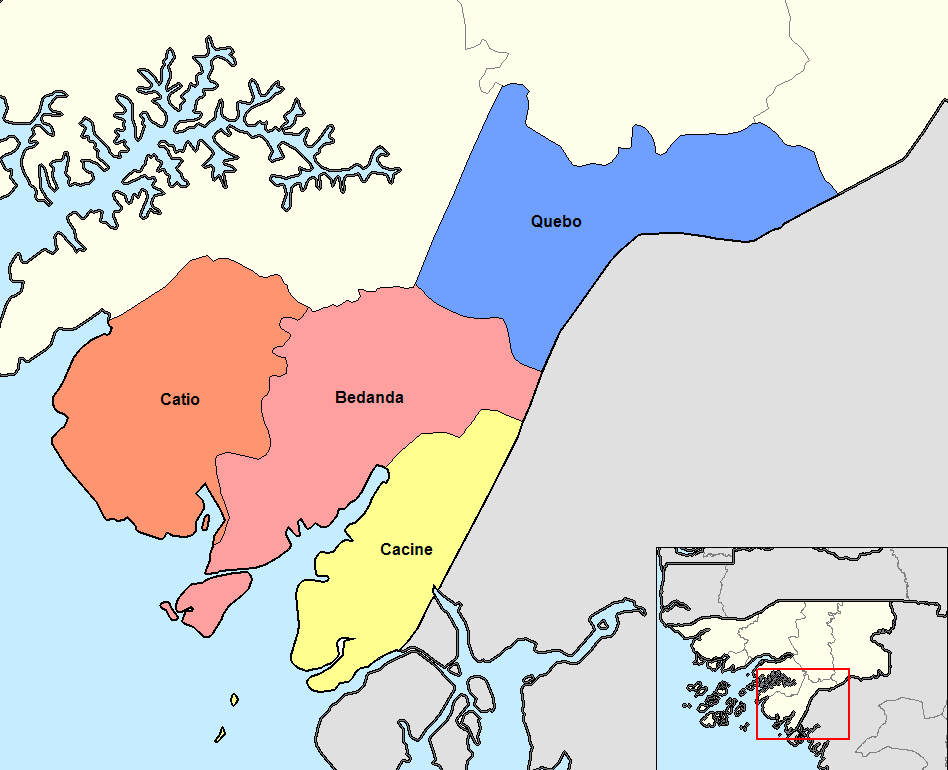
Secteurs de la région de Tombalí (avant 2007).

La région de Tombalí est divisé en 5 secteurs:
- Bedanda
- Cacine
- Catió
- Komo
- Quebo

En 2007, le secteur de Komo est créée à partir de celui de Catió.